# 18 fructidor
18 thermidor 18 jour complémentaire
L'octidi 18 fructidor, officiellement dénommé jour du nerprun, est le 348e jour de l'année du calendrier républicain.
C'était généralement le 4e jour du mois de septembre dans le calendrier grégorien.

## Événements
- An V : 4 septembre 1797
  - Coup d'État du Directoire contre les royalistes qui sont arrêtés.